# (6518) Vernon
(6518) Vernon (1990 FR) – planetoida z pasa głównego asteroid okrążająca Słońce w ciągu 4,17 lat w średniej odległości 2,59 j.a. Została odkryta 23 marca 1990 roku w Palomar Observatory przez Eleanor Helin. Nazwa planetoidy pochodzi od Roberta i Esthery Vernonów, długoletnich przyjaciół odkrywczyni.